# Franco Luambo Makiadi
François (Franco) Luambo Makiadi (Sona Bato, 6 juli 1938 - Yvoir, 12 oktober 1989) was een beroemd Congolees musicus. Zijn artiestennaam was Franco Luambo of kortweg Franco. Hij is vooral bekend als een meester van de rumbamuziek en ook de latere soukous.
Hij stichtte - vermoedelijk in 1956 - zijn band OK Jazz, later T.P. OK Jazz Vernoemd naar de OK bar in Leopoldstad (de 'OK' in 'OK' Bar is afgeleid van de eerste letters van de naam en voornaam van de eigenaar van de bar "Oscar Kashama'.) en wordt gezien als een van de grondleggers van de moderne Congolese sound.
Franco groeide op in Leopoldstad (sinds 1966 Kinshasa, hoofdstad van de republiek Congo) als zoon van een spoorwegarbeider en een broodverkoopster. Om meer klanten te trekken voor het zelfgebakken brood van zijn moeder, begon Franco als zevenjarige te spelen op een primitieve gitaar die hij zelf had gebouwd. Hij werd ontdekt en was vanaf 1950 professioneel muzikant. In 1985 had Franco zijn grootste hit met Mario, over een gigolo die op kosten van een oudere vrouw leeft.
In 1987 deden geruchten de ronde dat Franco erg ziek was. Zijn enige soloplaat van dat jaar heette "Attention Na SIDA" ("Pas op voor aids"), waardoor gespeculeerd werd dat hij seropositief was. Hij stierf op 51-jarige leeftijd in het universitair ziekenhuis Saint-Luc te Mont-Godinne (Yvoir). Nadat zijn lichaam naar Zaïre was overgebracht werden vier dagen van nationale rouw gehouden.